# Dane Šijan
Dane Šijan (kyrillisk: Дане Шијан) (født 5. februar 1977 i Šabac, Serbien) er en serbisk håndboldmålvogter. Han spiller for Mors-Thy Håndbold i Håndboldligaen. Han har tidligere spillet for Viborg HK af to omgange, SG Flensburg-Handewitt og Bjerringbro-Silkeborg.